# Breakout (canción de Foo Fighters)
«Breakout» es un sencillo de la banda de rock estadounidense Foo Fighters, incluido en su tercer álbum de estudio There Is Nothing Left to Lose (1999). Fue lanzado sencillo el 18 de septiembre de 2000.  
El sencillo fue lanzado como un disco de dos sets en el Reino Unido y Europa, y también tuvo lanzamientos por separado en los Países Bajos, Australia y Japón. Los sencillos promocionales también se lanzaron en los Estados Unidos.

### Origen y lanzamiento
La canción forma parte del álbum There Is Nothing Left to Lose, publicado el 2 de noviembre de 1999, mediante el sello RCA Records,Se lanzó como el cuarto sencillo del álbum, después de “Learn to Fly”, “Stacked Actors” y “Generator”

### Composición y temática
Según Dave Grohl, la canción surgió casi como una broma, jugando con la palabra "breakout" y parodiando las típicas historias de ruptura romántica:
 “Breakout comenzó casi como una broma, solo un juego de palabras y una burla de la típica historia de amor tortuosa. Se supone que debe parecer un poco ridículo porque no puedo imaginar a nadie que quiera romper una relación solo porque tiene acné.” 

## Video musical
El video oficial fue dirigido por el dúo The Malloys y se vincula con la aparición de la canción en la película  Irene, yo y mi otro yo (Original: Me, Myself & Irene), puesto que esta canción forma parte de la banda sonora. En él, Dave Grohl interpreta a un personaje con trastorno de personalidad múltiple, similar al personaje interpretado por Jim Carrey; aparecen además actores de la película como Traylor Howard, Tony Cox y Anthony Anderson, junto con la madre de Grohl, Ginny. La serie Making the Video de MTV documentó la realización del video musical.

## Significado de la letra
El sitio Musica.com describe la canción como una expresión intensa de confusión y agitación emocional dentro de una relación tumultuosa. El narrador se siente “mareado… corriendo en círculos en su cabeza” y anhela escapar de ese caos emocional, aunque también reconoce una cierta atracción hacia la intensidad que la relación genera. La frase “Me haces estallar” (You make me break out) refuerza la naturaleza explosiva de esa conexión emocional.
El protagonista de la canción muestra que está verdaderamente estresado por alguien: "you know you make me break out", y que ese estrés le provoca sarpullidos o acné. "Breaking out" hace referencia a las manchas rojas que le aparecen en la cara a muchas personas cuando están estresadas (también conocidas como espinillas o acné). Por eso no quiere ponerse nervioso, para no verse así: "I don't want to look like that" ya que en principio trata de una relación entre dos adolescentes.
Algunas líneas fundamentales (traducción libre) incluyen:
- “Me haces marear corriendo en círculos en mi cabeza, uno de estos días te perseguiré…” – Evoca un estado mental alterado y una tensión creciente.
- “Sabes que me haces estallar… No quiero verme así” – Expresa frustración, presión emocional y rechazo a perder el control o la propia esencia.
- .Frases como “La terapia todavía me atemoriza... Tal vez esté loco...” sugieren vulnerabilidad y autoanálisis, junto con un conflicto interno respecto al propio estado emocional.

## Grabaciones en vivo
Una versión en vivo grabada el 23 de noviembre de 1999 en Barrowland Ballroom para el programa Rock Show de BBC Radio 1 fue lanzada como lado B de las versiones en CD del sencillo "Generator ".
Se lanzaron dos versiones en vivo en el DVD Everywhere but Home, grabadas en Toronto y Reykjavík.
Una versión en vivo filmada en Hyde Park el 17 de junio de 2006, fue lanzada en el DVD Live at Hyde Park .
Una versión en vivo filmada en el estadio de Wembley el 7 de junio de 2008 fue lanzada en el DVD Live at Wembley Stadium .

## Posicionamiento
En los Países Bajos, el sencillo “Breakout” entró en la lista Single Top 100 el 26 de agosto de 2000, alcanzando su posición máxima en el puesto n.º 63, donde permaneció durante 6 semanas.
| Lista (2000)                    | Posición |
| ------------------------------- | -------- |
| U.S. Hot Modern Rock Tracks     | 8        |
| U.S. Hot Mainstream Rock Tracks | 11       |
| Canadian RPM Rock Chart         | 15       |
| UK Singles Chart                | 29       |
| Dutch Singles Chart             | 48       |
| Australian Singles Chart        | 59       |
| Países Bajos (Single Top 100):  | 63       |

## Certificaciones
El sencillo recibió certificaciones por ventas/streaming en:
- Australia (ARIA): Oro (35.000 unidades)
- Reino Unido (BPI): Plata (200.000 unidades)

## Otras apariciones
La canción fue incluida en el videojuego musical Lego Rock Band. 

## Lista de canciones

### CD1 - (Reino Unido y Europa)
1. «Breakout» - 3:20
2. «Iron and Stone» (versión de The Obsessed) - 2:52
3. «Learn to Fly» (Tour Australia, enero de 2000) - 3:38

### CD2 - (Reino Unido y Europa)
1. «Breakout» - 3:20
2. «Monkey Wrench» (Tour Australia, enero de 2000) - 4:23
3. «Stacked Actors» (Tour Australia, enero de 2000) - 5:21